# بازآرایی کارول
بازآرایی کارول یک واکنش بازآرایی در شیمی آلی که طی آن یک بتا-کتو آلیل استر به یک آلفا-آلیل-بتا-کتوکربوکسیلیک اسید تبدیل می‌شود. این واکنش با عبور از مسیر کربوکسیل‌زدایی منجر به تولید یک محصول گاما،دلتا-آلیل‌کتون می‌شود. در واقع بازآرایی کارول ترکیبی از یک بازآرایی کلایزن و سپس انجام یک کربوکسیل‌زدایی آلیلی است.

## مکانیسم واکنش
بازآرایی کارول با حضور باز و استفاده از دمای واکنش بالا (مسیر A) از طریق تولید یک انول به پیش می‌رود. در مرحله بعد یک بازآرایی کلایزن و در نهایت یک کربوکسیل‌زدایی رخ می‌دهد. با استفاده از پالادیوم (0) به عنوان کاتالیزور، واکنش در شرایط ملایم‌تری به پیش می‌رود (مسیر B) و برخلاف مسیر آ، در اینجابه‌جای تولید حدواسط انول، حدواسط کاتیون آلیل/آنیون کربوکسیلیک اسید در کنار فلز پلادیوم، منجر به تشکیل یک ترکیب پیچیده آلی فلزی می‌شوند.